# معهد يريفان الحكومي لمسرح الدائرة الموسيقية

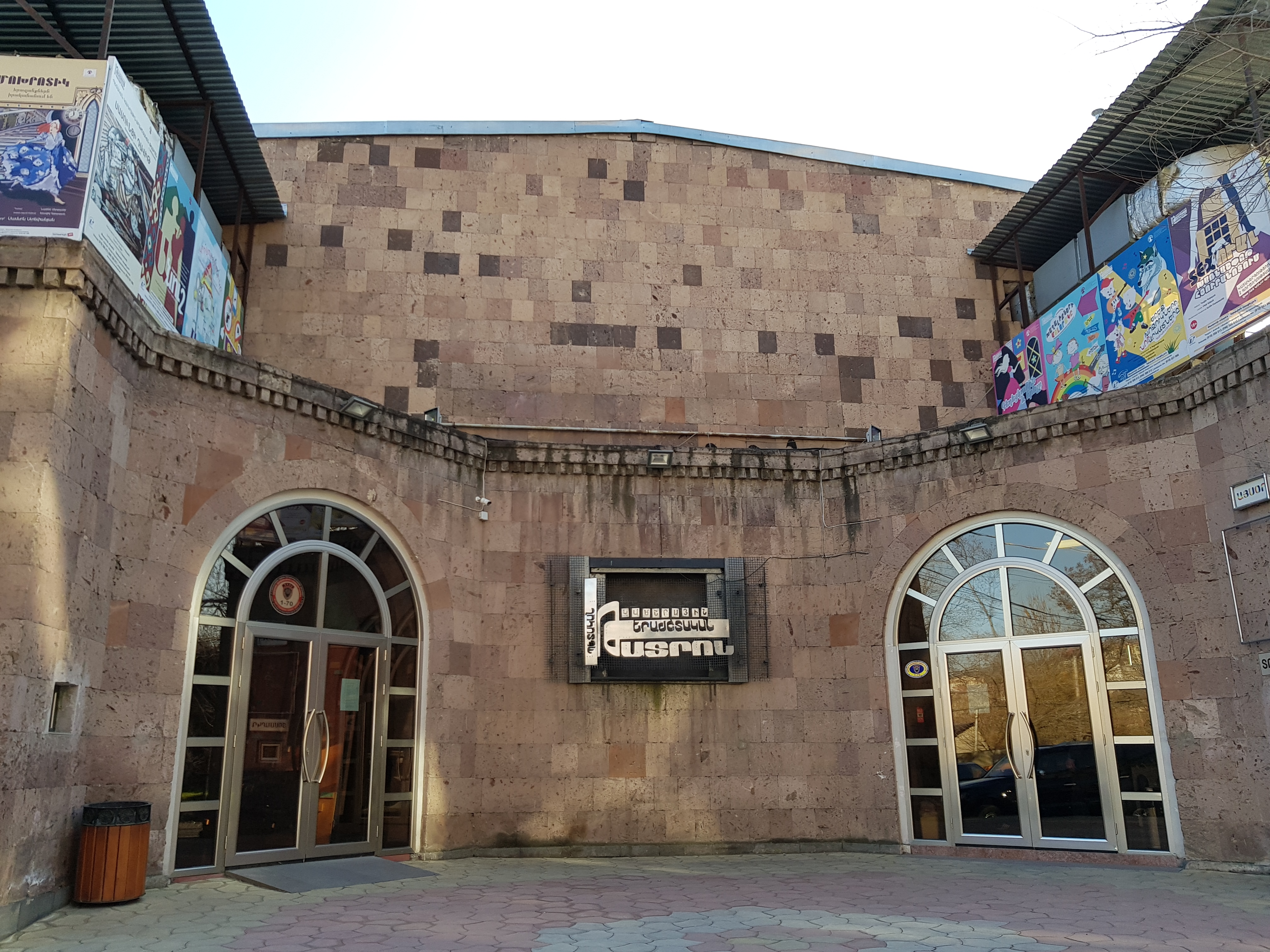

مَعهد يريفان الحُكومي لِمَسرح الدَّائرة الموسيقية (أرمينية: Երևանի պետական կամերային երաժշտական թատրոն)، هي جامعة حكومية ومُؤَسسة تَعليم عالٍ مَقرُهَا في يريفان، عَاصِمَة أرمينيا. في عام 1987، أسَس ديفيد زاليان الجامِعَة لِتَكونَ مَسرَحَ يريفان الحُكوميّ المُوسيقيّ الصَّغير. تَم تَعيينُهُ أَيضاً مُديرَها الإبداعِيّ. وِفقَاً لِأَمر وِزارَة الثَّقافَة في جمهورية أرمينيا، وَشُؤون الشَّبابِ والرياضة فَقَدْ تَمَّ تَغييرُ اسمِها إِلى مَسرح الغُرفة المُوسيقية الحُكومية.